# Урус-Мартановская соборная мечеть
Урус-Мартановская соборная мечеть имени Вахи Джамалханова — расположена в городе Урус-Мартан Чеченской Республики. Главная пятничная мечеть города Урус-Мартан. В мечети одновременно могут молится до 5000 верующих.

## История
По состоянию на 1883 год в селении Урус-Мартан насчитывалось 9 мечетей, основанная главная джума-мечеть и 8 квартальных.
Мечеть Урус-Мартана — один из символов города. Это большое здание, выполненное в светло-охристой гамме с серо-голубыми куполами, способно вместить 5000 молящихся мусульман. Над мечетью возвышаются четыре минарета, купол мечети венчает изображение большого полумесяца.
Архитектура мечети сочетает в себе два стиля — классический османский и византийский. Центральная мечеть направлена в сторону главной святыни мусульман в Саудовской Аравии, мечеть аль-Харам (заповедная мечеть). В качестве основы архитектуры использована Голубая мечеть в Стамбуле. Мечеть украшают четырнадцать малых куполов, в центре которых, в окружении четырёх полукуполов, возвышается главный большой купол высотой более двадцати метров.
Наружные и внутренние стены основного здания отделаны мрамором-травертином, а интерьер декорирован белым мрамором. Построен мраморный резной минбар и молитвенная ниша в стене мечети — михраб, изготовленная из белого мрамора, направлена в сторону Мекки, указывая верующим направление во время молитвы.
Главный зал накрыт большим куполом. Купол и полукупола изнутри украшены надписями — сурами из Корана и изречениями пророка Мухаммеда. В центральном зале под куполом находится большая люстра она украшена кристаллами Swarovski. Территория вокруг джума-мечети обустроена, она освещается декоративными фонарями, разбит небольшой парк устроены аллеи и газоны.

## Галерея

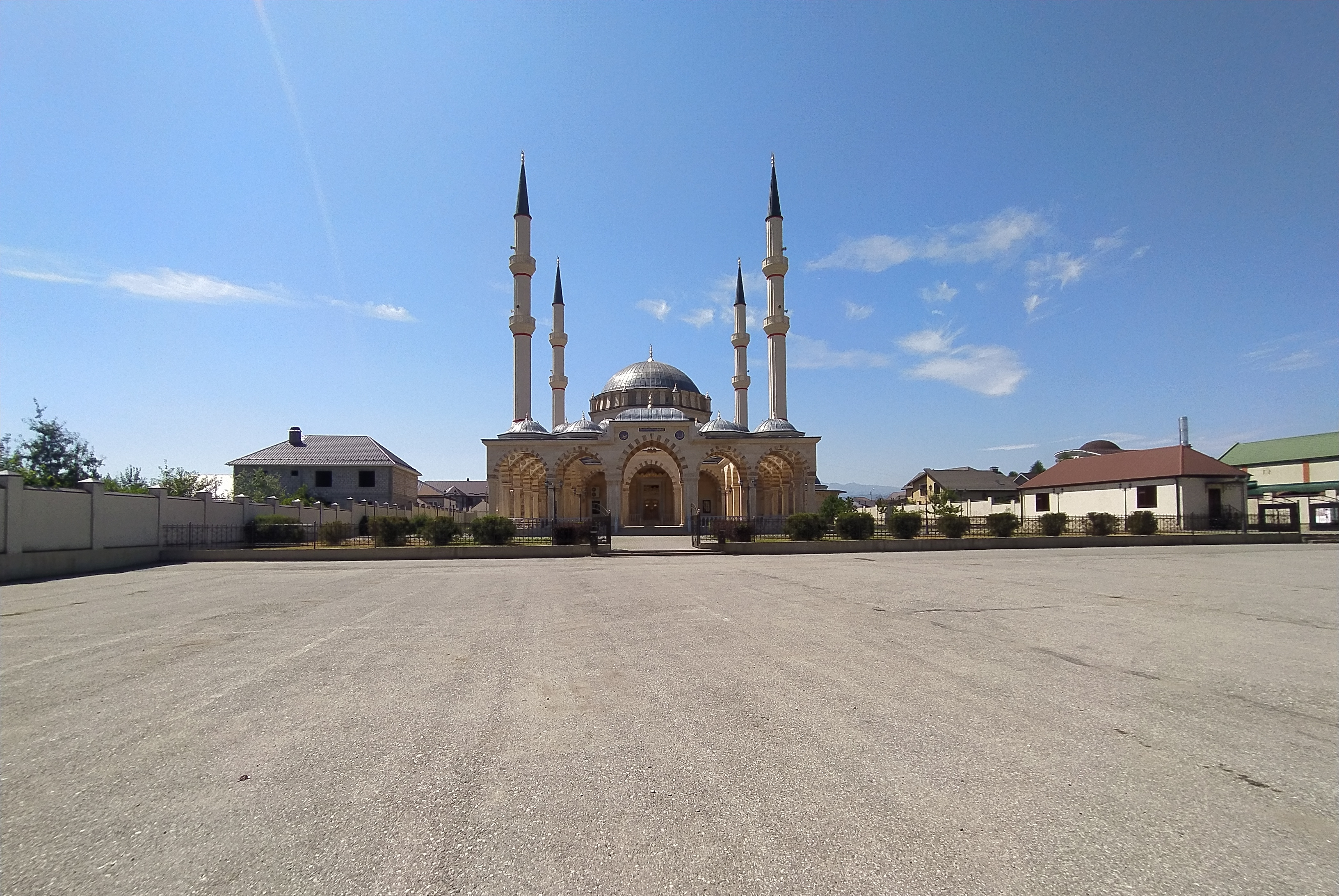
Портал мечети, 2020 год
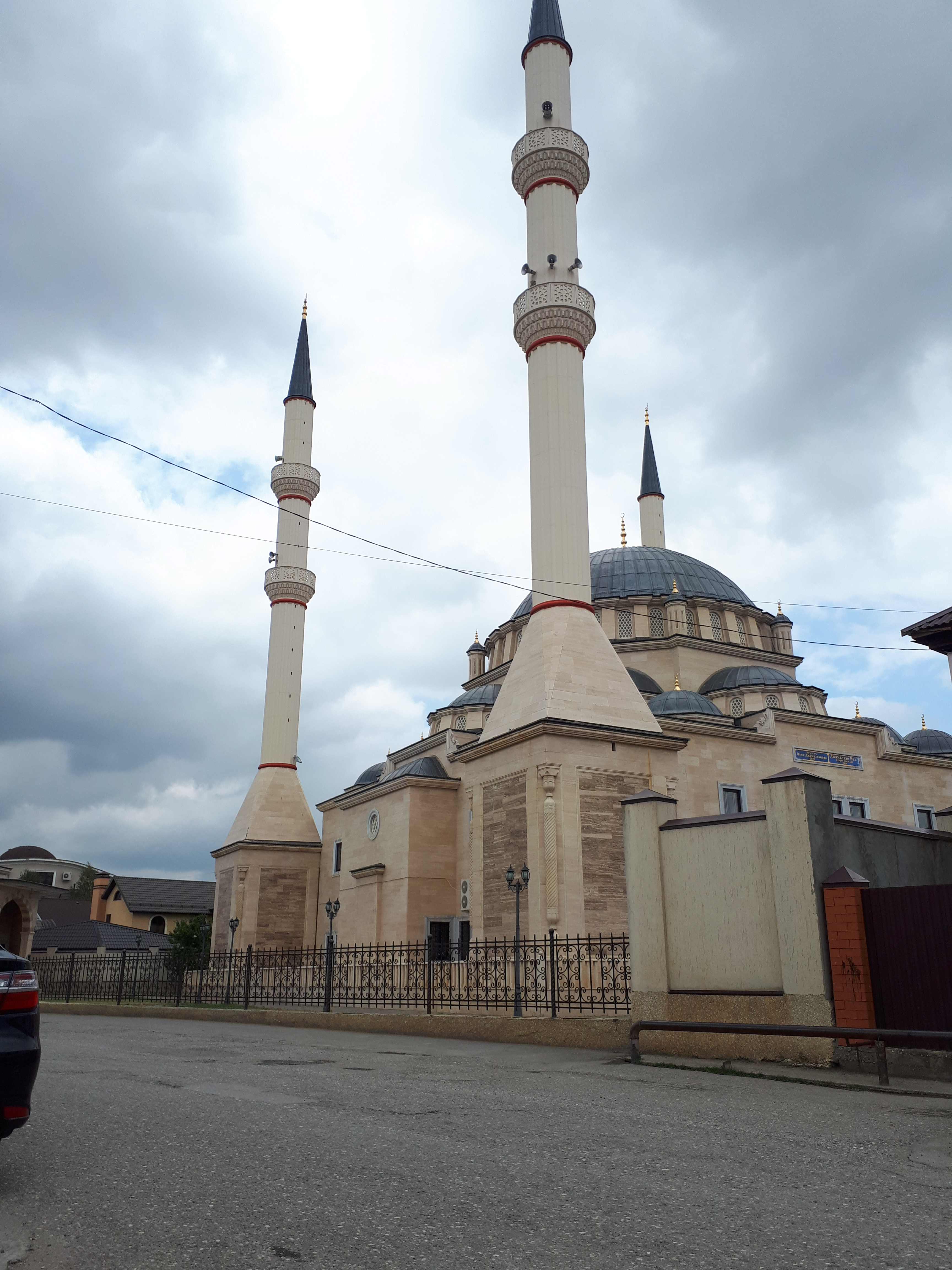
Минареты мечети
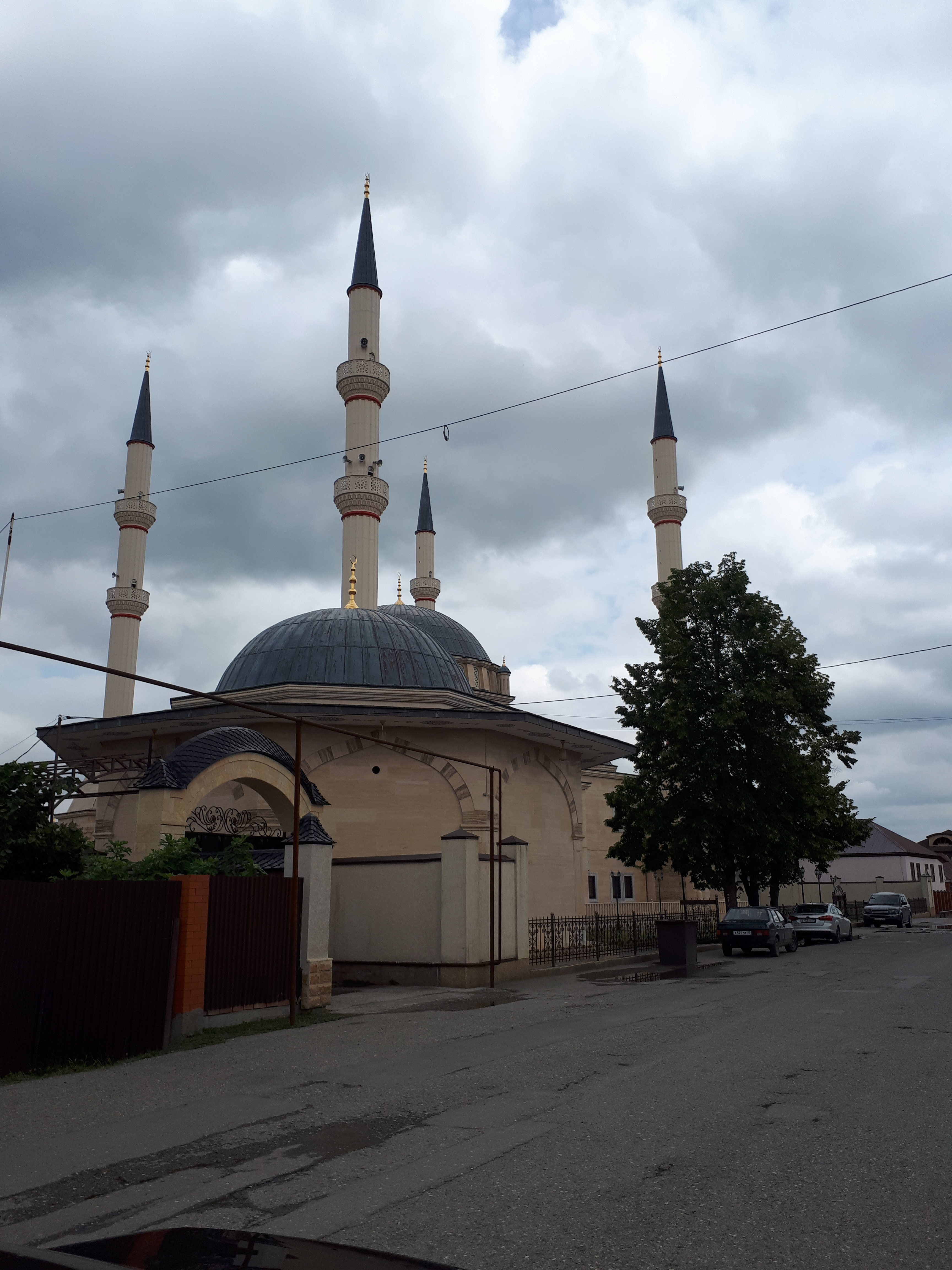
Отдельное здание для совершения омовения
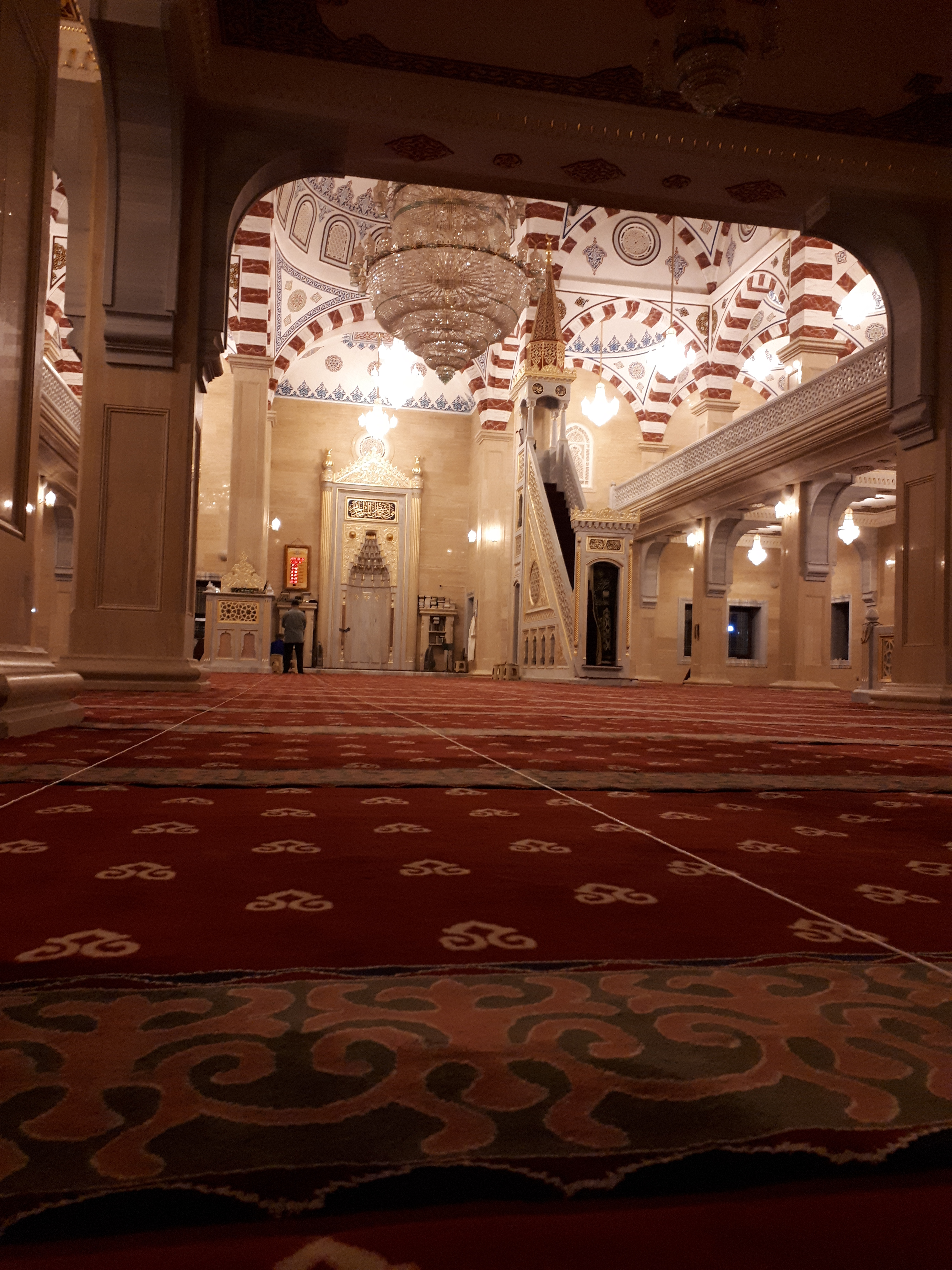
Вид центрального зала мечети
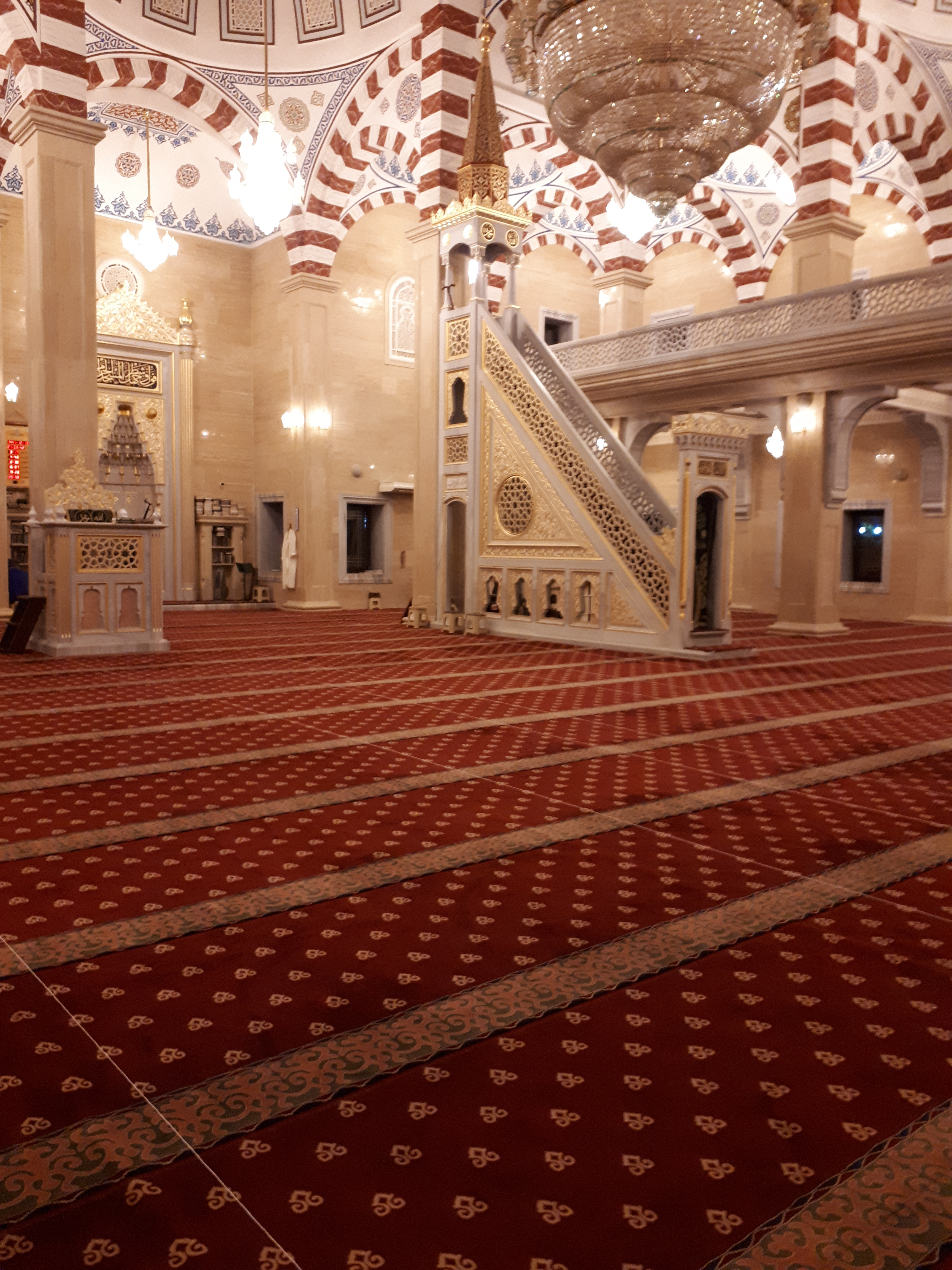
Минбар (трибуна имама)
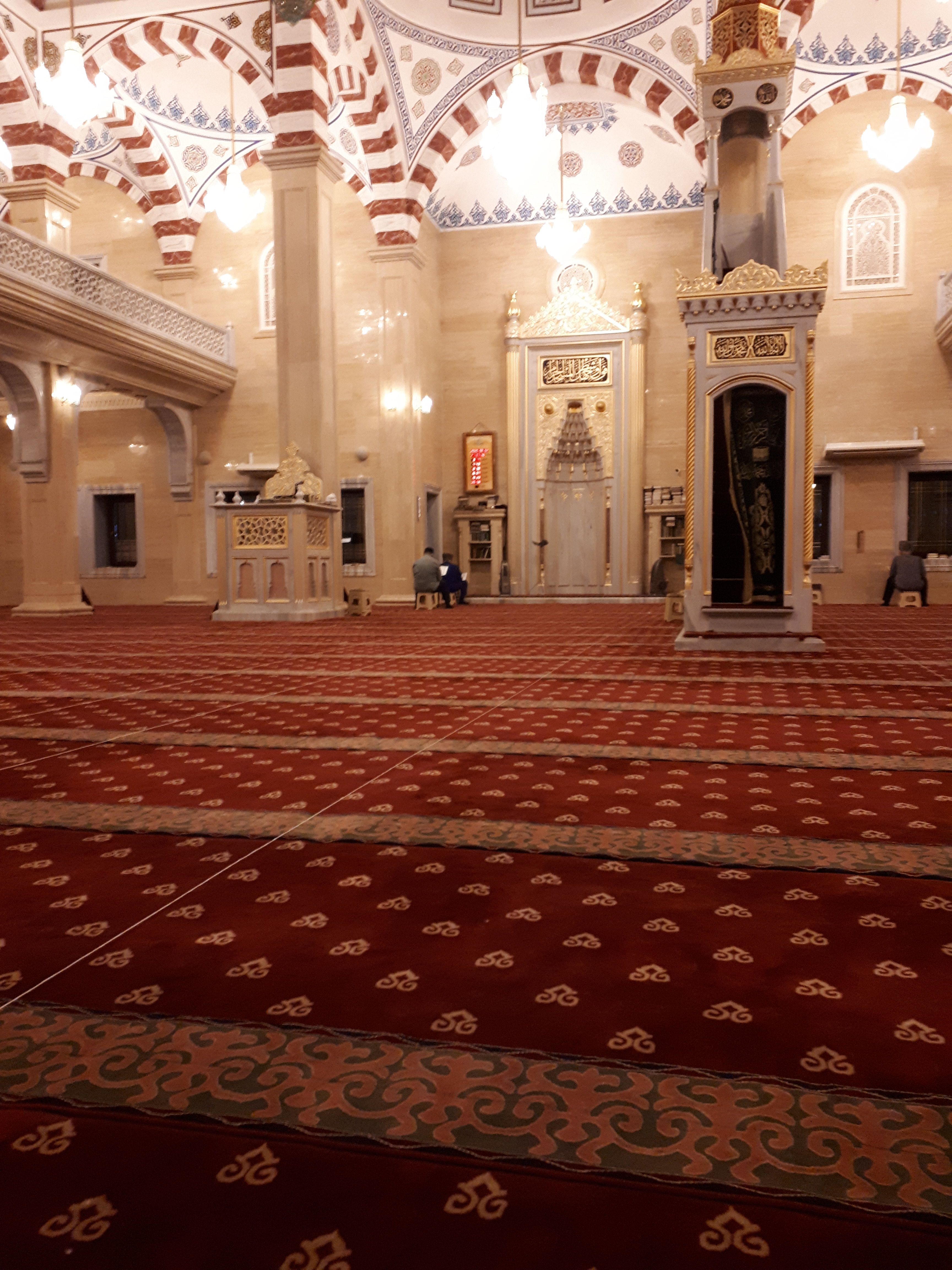
В центре михраб указывает направление на Мекку (киблу)
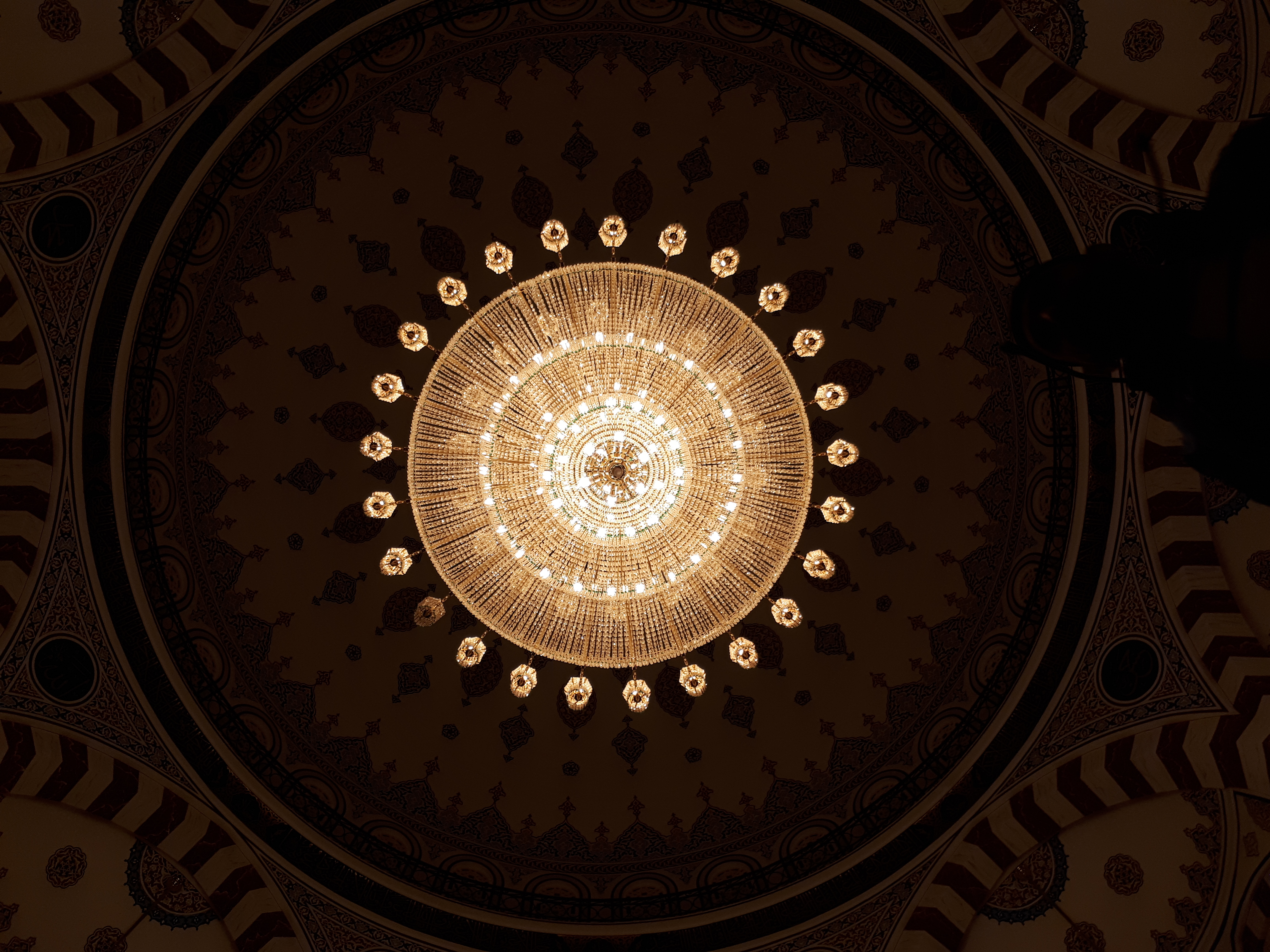
Люстра под главным куполом
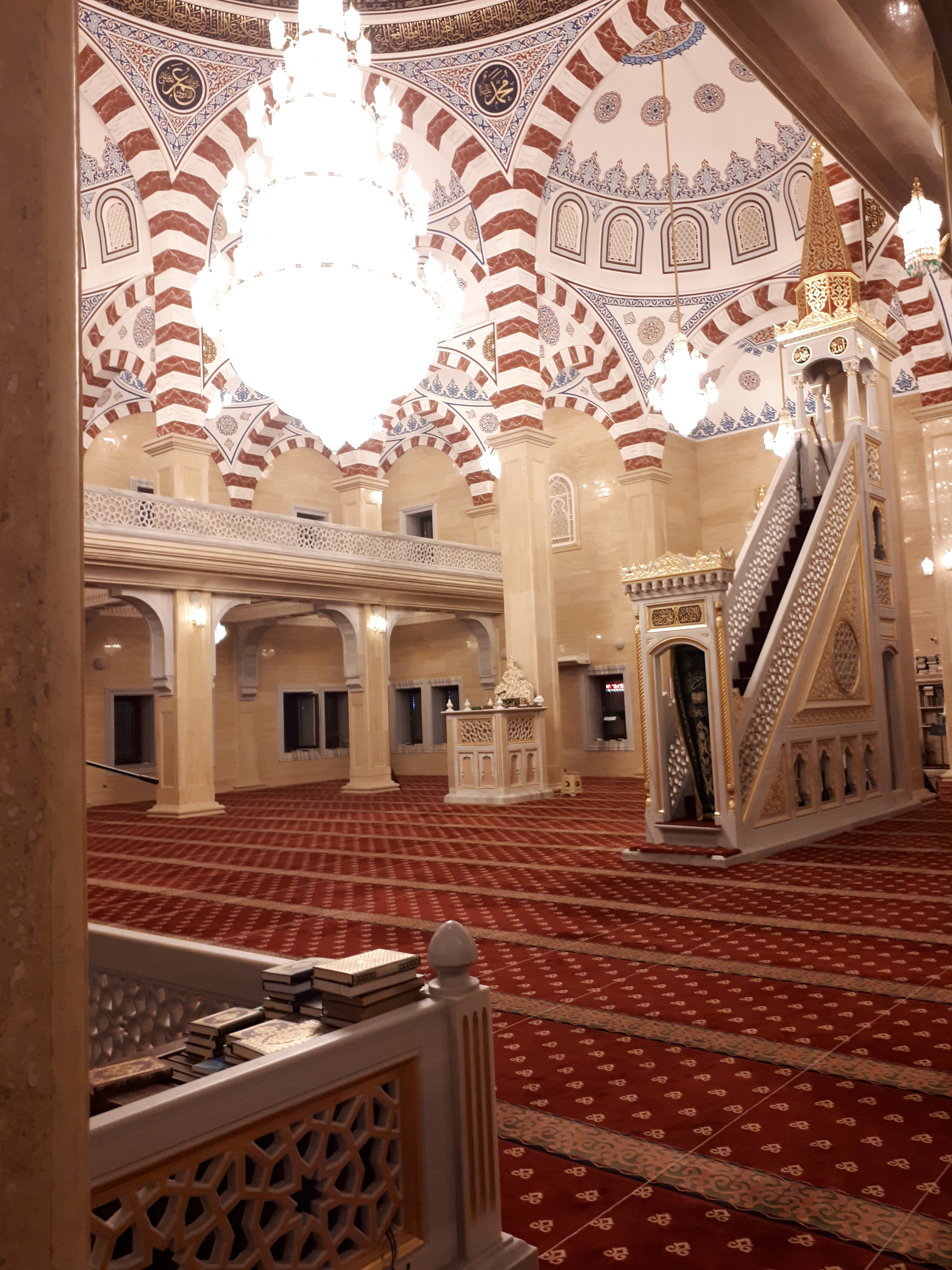
Люстра и купола мечети